# Зглавкари
Зглавкари или чланконошци (лат. Arthropoda, од грч.  — „зглоб” и  — „нога”) су бескичмењачке животиње које имају егзоскелетон (спољашњи скелетон), сегментирано тело, и парне зглобне екстремитете. Зглавкари су добили назив по томе што имају ноге састављене од чланака (сегмента) који су међусобно зглавкасто (зглобно и покретно) повезане, и направљене од хитина, често минерализоване калцијум карбонатом. Основна одлика зглавкара је хетерономна сегментација тела. За разлику од сегментације анелида, код којих су сви сегменти међусобно једнаки, код зглавкара се сегменти јасно морфолошки разликују. Телесни сегменти се групишу у два или три телесна региона. Поред сегментације тела они имају сегментисане и екстремитете (ноге).
Артроподи формирају раздео Euarthropoda, који обухвата инсекте, арахниде, стоноге, и ракове. Првобитно је било предложено да се термин Arthropoda односи на предложену групу Euarthropoda и раздео Onychophora. Зглавкари су најобимнија и најразноврснија група животиња. Скоро три четвртине свих познатих врста припада овој групи животиња. Постоји више од милион описаних врста, што је око 80% свих описаних постојећих животињских врста, неке од којих су за разлику од већине других животиња веома успешно прилагођене сувим окружењима. Зглавкари насељавају сва животна станишта: морску, слатководна и копнена станишта и ваздух.
Артроподи покривају опсег телесних величина од микроскопских ракова Stygotantulus до јапанског пауколиког рака. Артроподна примарна унутрашња шупљина је хемокоел, у којој су смештени њихови унутрашњи органи, и кроз који њихова хемолимфа – течност аналогна крви – циркулише. Они имају отворене циркулаторне системе. Попут њихове спољашњости, унутрашњи органи артропода су генерално изграђени од понављајућих сегмената. Њихов нервни систем наликује на мердевине, са упареним трбушним нервним влакнима која пролазе кроз све сегменте и формирају упарене ганглије у сваком сегменту.
Њихове главе су формиране фузијом различитог броја сегмената, а њихови мозгови су формирани фузијом ганглија тих сегмената и окружени су једњаком. Респираторни и екскреторни системи артропода варирају, и зависе у истој мери од њиховог животног окружења, као и од потколена коме припадају.
Њихов вид се базира на разним комбинацијама фацетованих очију и пигментних јама, оцела: код већине врста оцеле једино могу да детектују смер из кога светло долази, а фосетиране очи су главни извор информација. Главне очи паука су оцеле које могу да формиају слике, и у неколико случајева се могу окретати да би се пратио плен. Артроподи исто тако имају широк опсег хемијских и механичких сензора, углавном базираних на модификацијама многих сета (чекиња) које пролазе кроз њихове кутикуле. Артроподни методи репродукције и развоја су разноврсни. Све копнене врсте користе унутрашњу оплодњу, али до тога често долази путем индиректног трансфера сперме путем једног телесног додатка или земљишта, пре неко путем директног убризгавања.
Водене врсте користе било унутрашњу или спољашњу оплодњу. Скоро сви артроподи легу јаја, док скорпије рађају живе младе, након што су се јаја излегла унутар мајке. Младунци артропода варирају од минијатурних одраслих, до ларви и гусеница којима недостају зглобасти удови и који коначно подлежу тоталној метаморфози да би попримили одраслу форму. Ниво материнске бриге за подмадак варира од непостојећег до дуготрајне бриге коју пружају шкорпије.
Еволуционо наслеђе артропода датира из камбријумског периода. Ова група се генерално сматра монофилетичком, и мноштво анализа подржава груписање артропода са Cycloneuralia (или њиховим конститутивним кладусима) у надраздео Ecdysozoa. Свеукупно гледано, међутим, базални односи Metazoa још увек нису у довољној мери разрешени. Слично томе, везе између разних артроподних група се још увек предмет активних дебата.
Артроподи доприносе људском снабдевању храном директно као храна, и што је важније индиректно као опрашивачи усева. Познато је да неке врсте преносе озбиљне болести код људи, стоке, и усева.

## Етимологија
Реч артропод потиче од грчке речи ἄρθρον árthron, "зглоб", и πούς pous (gen. podos), i.e. „стопало” или „нога”, што заједно значи „зглавкаста нога”.

## Опис
Артроподи су бескичмењаци са сегментираним телима и зглавкастим ногама. Њихов егзоскелетон или кутикуле се састоје од хитина, полимеризованог глукозамина. Кутикуле многих љускара, Oribatida, и милипеда (изузев Polyxenida) су такође биоминерализоване са калцијум карбонатом.

### Разноликост
Процене броја артроподних врста варирају између 1.170.000 и 5 до 10 милиона, што представља преко 80% свих познатих животињских врста. Прецизан број врста је и даље тешко одредити. Претпоставке пописног моделовања се типично пројектују на друге регионе да би се из броја врста на спефицичним локацијама проценио број врста у целом свету. Једна студија из 1992. је проценила да постоји преко 500.000 врста животиња и биљки у самој Костарики, од којих су 365.000 артроподи.
Зглавкари су значајни чланови у морским, слатководним, копненим и ваздушним екосистемима, и они су једна од две главне групе животиња које су се адаптирале на живот у сувим окружењима; друга су амниоте, чији постојећи чланови су рептили, птице и сисари. Једна артроподна подгрупа, инсекти, су врстама најбогатији члан од свих еколошких цехова у копненим и слатководним животним окружењима. Најлакши инсекти теже мање од 25 микрограма (милионитих делова грама), док најтежи имају преко 70 g (2,5 oz). Неки од постојећих љускара су знатно већи; на пример, ноге јапанског паучастог рака могу да досегну до 4 m, док су најтежи од свих живих артропода представници америчког јастога, који могу да премаше 20 kg (44 lbs).

## Грађа
Цефализација је код њих на много вишем нивоу него код анелида. Основни телесни региони су:
- глава,
- груди и
- трбух (абдомен), мада се код појединих група ови региони другачије групишу.

На површини тела имају чврсту хитинску кутикулу. Чврст омотач је добра заштита телу и ослонац за мишиће па се због тога назива спољашњи скелет (егзоскелет). Егзоскелет је грађен од већег броја плоча које покривају тело и екстремитете. Појединачне скелетне плоче су у највећем броју случајева међусобно покретно спојене, што уосталом и омогућава покретљивост ових организама. Осим те, скелет има и заштитну улогу – организма од предатора, а унутрашње органе од повреда. Истовремено, егзоскелет ограничава раст зглавкара, па због тога да би могли да расту они се морају пресвлачити (екдизис). Пресвлачење представља повремено одбацивање старе кутикуле, а затим образовање нове. Код многих врста пресвлачење се одвија у низу ларвалних ступњева (стадијума), при чему ларва сваким наредним пресвлачењем постаје све сличнија адулту, док се код других ларва и адулт веома разликују (нпр. гусеница и лептир). Пресвлачење је под контролом хормона при чему учествује јувенилни хормон.

## Органи и системи органа
Мишићни систем, за разлику од анелида, није распоређен у слојевима, већ је организован у мишићне снопове (ту се први пут у животињском свету јављају) који су причвршћени за унутрашњу површину егзоскелета. Мишићи и скелетне плоче функционишу као систем полуга.
Телесна дупља је миксоцел, што значи да је то мешовита дупља – настаје у току ембрионалног развића спајањем остатка бластоцела и целома.
Крвни систем је отвореног типа. Срце се састоји из једне или више комора, које су линеарно распоређене и имају бочне, парне отворе – остије, кроз које крв (хемолимфа) из перикардијалног простора улази у срце. Из срца полазе крвни судови који одводе крв до ткива и органа, где се она излива у шупљине и лакуне око тих органа.
Респираторни органи водених зглавкара су шкрге, а код сувоземних су трахеје, мада код неких облика постоје плућа (пауци, шкорпије). Трахеје су разгранате цевчице које почињу ситним отворима на кутикули (стигме), а затим се гранају по читавом телу.
Екскреторни органи су различити:
- антеналне жлезде,
- максиларне жлезде
- Малпигијеви судови (нешто измењене метанефридије).

Нервни систем је лествичаст. Он достиже висок степен развоја, што је сигурно у вези и са њиховим сложеним понашањем. Имају развијен мозак који се састоји из три дела:
- предњег (протоцеребрум),
- средњег (деутероцеребрум) и
- задњег (тритоцеребрум) мозга.

Од мозга полази трбушно нервно стабло лествичастог изгледа (лествичаст тип нервног система).
Чула су добро развијена, посебно чуло вида које је главно оријентационо чуло. Очи могу бити покретне, на дршкама или непокретне на предњем делу главе. Постоје просте (оцеле) и фацетоване очи, које се састоје од великог броја [од неколико хиљада до неколико стотина хиљада] оцела. Вид је сложен – мозаичан.
Полни органи су по правилу одвојени, чест је полни диморфизам, а полне жлезде и њихови одводи су парни. Оплођење је унутрашње. Код неких представника развиће је директно (аметаболно), односно из јајета излази јединка која личи на имаго (одрасла јединка).
Код сложенијих зглавкара развиће је са метаморфозом и може бити:
- непотпуно (хемиметаболно) и
- потпуно (холометаболно).

## Разноврсност
Једна процена указује на то да су зглавкари 1.170.000 описаних врста, и чине преко 80% свих познатих врста живих животиња. Друга тврдња указује на то да зглавкари чине преко 75% свих познатих врста животиња. Трећа студија процењује да има од 5 до 10 милиона врста инсеката. Проценити укупан број живих врста је изузетно тешко. Студија 1992. процењује да је било 500.000 врста животиња и биљака само у Костарики, од чега 365.000 су зглавкари. Зглавкари су једна од најбројнијих група вишећелијских организама.

## Класификација
Тип зглавкара дели се на 4 подтипа :
1. трилобити (Trilobitomorpha), обухвата изумрле примитивне, водене зглавкаре, познате само на основу фосилних остатака;
2. пауколике животиње (Chelicerata);
3. ракови (Crustacea);
4. стоноге и инсекти (Uniramia).

## Еволуција

### Задњи заједнички предак
Задњи заједнички предак свих артропода је реконструисан као модуларни организам са свим модулим покривеним његовим сопственим склеритом (оклопним плочама) и који је имао пар двокраких удова. Међутим, да ли су удови претка били једнокраки или двокраки је питање по коме тренутно не постоји сагласност. Овај пра-артропод је имао вентрална уста, преоралне антене и дорсалне очи на фронталном делу тела. Претпоставља се да се недискриминаторно хранио седиментом, сварујући какав год седимент би нашао као храну. Фосилни налази сугеришу да су последњи заједнички преци артропода и пријапулиде имали исте специјализоване усне апарате; кружна уста са прстеновима зуба који су кориштени за хватање плена и да су стога били месоједи.

### Фосилни запис
Предложено је да су едијакаријумске животиње Parvancorina и Spriggina, од пре око 555 милиона година, били артроподи. Мали артроподи са бивалвулараним шкољкама су нађени међу фосилима из раног камбријума који су датирани на пре 541 до 539 милиона година у Кини и Аустралији. Најранији камбријански трилобитни фосили потичу из периода од пре око 530 милиона година, мада је та класа већ била прилично разноврсна и распрострањена широм света, те се може претпоставити да су они већ били присутни дуже времена. Поновно испитивање фосила откривених током 1970-их на локалитету Бургесовог Шејла од пре око 505 милиона година идентификовало је мноштво артропода, неки од којих нису могли да се асоцирају са било којом од познатих група, и стога је интензивирана дебата о Камбријумској експлозији. Фосил припадника рода Marrella из Бургесовог Шејла је произвео најранију јасну евиденцију митарења.
Најранији фосил љускара датира из периода пре око 511 милиона година током камбријума, а фосили шкампа од пре око 500 милиона година били су очигледно формирани у густо испреплетаној процесији широм морског дна. Фосили љускара се често срећу од ордовицијумског периода надаље. Они су остали скоро у потпуности акватични, вероватно зато што они нису никад развили системе за излучивање којима се штеди вода.
Артроподи пружају најраније препознатљиве фосиле копнених животиња, од око 419 милиона година до касног силура, а постоје индикације да су копнени трагови били присутни од пре око 450 милиона година и да су настали захваљујући артроподима. Артроподи су били добро пре-адаптирани да колонизују копно, пошто су њихови постојећи зглобни егзоскелети пружали заштиту против исушивања, подршку против гравитације и начин кретања који није био зависан од воде. У исто време водени, скорпиону слични еуриптериди су постали највећи артроподи свих времена, неки од њих су били дуги и до 2,5 m.
Најстарији познати арахнид је тригонотарбид Palaeotarbus jerami, од пре око 420 милиона година у силуријанском периоду. , од пре око 386 милиона година у девонијанском периоду, има најраније познате органе за формирање свиле, али одсуство спинерете индицира да то није био припадник правих паука, који су се први пут појавили у касном карбону пре преко 299 милиона година. Периоди јуре и креде пружили су велики број фосила паука, укључујући представнике многих модерних фамилија. Фосили водених скорпиона са шкргама појавили су се у периодима силура и девона, а најранији фосил скорпиона који је дисао ваздух са предаластим плућима датира из периода раног карбона.
Најстарији дефинитивни инсектни фосил је девонски Rhyniognatha hirsti, који датира од пре 396 до 407 милиона година, али су спољашњи делови његових доњих вилица типа који се налази код криластих инсеката, што значи да су се најранији инсекти појавили у силурном периоду. Фосилно налазиште Мејзон крик из касне креде, од пре око 300 милиона година, обухвата око 200 врста, неке од којих су гигантске по модерним стандардима, и то је индикација да су инсекти заузели своје место у модерним еколошким нишама као хербивори, детритивори и инсективори. Друштвени термити и мрави су се први пут појавили у раној креди, а напредне друштвене пчеле су нађене у стенама из касне креде али нису постале широко заступљене до средине кенозоика.